# استفان پترسون
استفان پترسون (سوئدی: Stefan Pettersson؛ زادهٔ ۲۲ مارس ۱۹۶۳) بازیکن فوتبال اهل سوئد بود.
از باشگاه‌هایی که او در آن بازی کرده‌، می‌توان به باشگاه فوتبال آژاکس آمستردام اشاره کرد.
استفان پترسون همچنین در تیم‌های ملی فوتبال زیر ۲۱ سال سوئد و سوئد بازی کرده‌است.